# Destruction (EP)
Destruction è un EP della thrash metal band tedesca Destruction, pubblicato nel 1994.
È il primo disco pubblicato dopo la fuoriuscita dal gruppo di Schmier e autofinanziato da Mike Sifringer (Cracked Brain, già senza Schmier, è stato pubblicato su Steamhammer). Prodotto in sole cinquecento copie.
Inaugura il cosiddetto periodo dei "Neo-Destruction", composto da questo Ep, Them Not Me EP e dall'album The Least Successful Human Cannonball, tutti editi sulla loro etichetta Brain Butcher Compact. I Destruction hanno successivamente disconosciuto come proprie queste tre pubblicazioni, non comprendendole nella discografia ufficiale sul proprio sito. Il periodo si chiuderà con lo scioglimento del gruppo, riformato nel 2000 col ritorno di Schmier.

## Tracce
1. Decisions – 3:55
2. I Kill Children – 4:40
3. Things of No Importance – 4:23
4. Smile – 5:06
5. Speaker (Traccia non segnalata sulla copertina) – 2:54

## Formazione
- Thomas Rosenmerkel - voce
- Michael Piranio - chitarra
- Mike Sifringer - chitarra
- Christian Engler - basso
- Oliver Kaiser - batteria